# Michael Degiorgio
Michael Degiorgio (Pietà, 15 de novembro de 1962) é um ex-futebolista e treinador de futebol maltês. Inicialmente jogava como meia-atacante, e já veterano, foi recuado para a zaga.

## Carreira
Sua carreira em clubes é ligada ao Hamrun Spartans, onde começou a jogar em 1981 - anteriormente, defendia o Ħamrun Liberty. Ele ainda teve outras 2 passagens pelos Tas-sikkina (1996–1997 e 2001–2003, quando se aposentou dos gramados), além de ter jogado por Naxxar Lions, Lija Athletic e Marsaxlokk, onde foi jogador e técnico.
Degiorgio comandou ainda o Fgura United, clube da segunda divisão maltesa, durante um ano.

## Seleção Maltesa
Com 78 convocações para a Seleção Maltesa entre 1981 e 1993, Degiorgio balançou as redes adversárias 5 vezes - um destes gols foi na goleada da Espanha por 12 a 1 (foi expulso por "fazer cera" em uma cobrança de falta), nas eliminatórias para a Eurocopa de 1984, onde a Fúria precisava descontar 11 gols de saldo para se classificar. Houve suspeitas de que os jogadores da Seleção Maltesa estavam "vendidos", que não foram provadas, ou que eles foram drogados no vestiário.

## Links
- Michael Degiorgio at MaltaFootball.com
- Michael Degiorgio em National-Football-Teams.com